# San Juan de Arros Pata
San Juan de Arros Pata (auch: Arrozpata) ist eine Ortschaft im Departamento Potosí im südamerikanischen Andenstaat Bolivien.

## Lage im Nahraum
San Juan de Arroz Pata liegt in der Provinz Chayanta und ist einziger Ort im Cantón San Juan de Arrospata im Municipio Pocoata. Die Ortschaft liegt weit im Norden des Municipios auf einer Höhe von 3466 m an einem steilen Südwesthang 500 Meter oberhalb des Río Chayanta, der flussabwärts über den Río San Pedro zum bolivianischen Río Grande hin fließt.

## Geographie
San Pedro de Arros Pata liegt am Ostrand des bolivianischen Altiplano, zwischen der Cordillera Azanaques im Westen und dem Hauptgebirgszug der Cordillera Central im Osten. Die Vegetation ist die der Puna, das Klima ist semiarid und ein typisches Tageszeitenklima, bei dem die mittlere Temperaturschwankung im Tagesverlauf stärker ausfällt als im Verlauf der Jahreszeiten.
Die mittlere Jahresdurchschnittstemperatur von Pocoata liegt bei 12 °C, die Monatsdurchschnittswerte schwanken zwischen knapp 9 °C im Juli und knapp 15 °C im November (siehe Klimadiagramm Pocoata). Der Jahresniederschlag beträgt nur 450 mm und fällt vor allem in den Sommermonaten, die Trockenzeit mit Monatswerten von maximal 20 mm dauert von April bis Oktober.

## Verkehrsnetz
San Pedro de Arros Pata liegt in einer Entfernung von 234 Straßenkilometern nördlich von Potosí, der Hauptstadt des Departamentos.
Von Potosí aus führt die Nationalstraße Ruta 1 in nordwestlicher Richtung bis Cruce Culta (früher: Ventilla) und weiter über Oruro Richtung La Paz und den Titicacasee. In Cruce Culta zweigt eine unbefestigte Landstraße nach Norden ab und erreicht nach 38 Kilometern die Ruta 6, zwei Kilometer nördlich der Ortschaft Macha. Von Macha aus führt eine unbefestigte Landstraße nach Nordosten den Río Jachcha Kallpa aufwärts, überquert den Fluss nach acht Kilometern, und erreicht nach insgesamt 20 Kilometern das 600 Meter höher gelegene Colquechaca.
Von Colquechaca führt eine Straße in anfangs westlicher, später nordwestlicher Richtung in das 22 Kilometer entfernte Colca Pampa. Sechs Kilometer hinter Colca Pampa durchquert die Straße den Ort Chiaraque, durchquert nach zwölf weiteren Kilometern den Río Chayanta und erklimmt auf den folgenden fünf Kilometern den Hang bis Cenajo. Nach vier Kilometern führt die Straße vorbei an Tuscufaya, berührt nach zwei weiteren Kilometern Tejori und erreicht nach weiteren drei Kilometern eine Kammhöhe von 4000 Metern, wo in östlicher Richtung ein Abzweig nach Tomoyo führt, und anderthalb Kilometer später nach links in westlicher Richtung ein Abzweig in das sieben Kilometer entfernte San Juan de Arros Pata.

## Bevölkerung
Die Einwohnerzahl der Ortschaft ist in dem Jahrzehnt zwischen den beiden letzten Volkszählungen um ein Fünftel zurückgegangen:
| Jahr | Einwohner         | Quelle       |
| ---- | ----------------- | ------------ |
| 1992 | keine Detaildaten | Volkszählung |
| 2001 | 134               | Volkszählung |
| 2012 | 108               | Volkszählung |

Die Region weist einen deutlichen Anteil an Quechua-Bevölkerung auf, im Municipio Pocoata sprechen 81 Prozent der Bevölkerung Quechua.